# Roland Kökény
Roland Kökény (Miskolc, 24 oktober 1975) is een Hongaars kanovaarder.
Kökény won samen met Rudolf Dombi in 2012 de gouden medaille in de K-2 1000 meter.

## Belangrijkste resultaten

### Olympische Zomerspelen
| Editie | Plaats | Resultaten    |
| ------ | ------ | ------------- |
| 2000   | Sydney | HF K-2 1000 m |
| 2004   | Athene | 6e K-1 1000 m |
| 2012   | Londen | K-2 1000 m    |

### Wereldkampioenschappen vlakwater
| Jaar | Plaats   | Resultaten |
| ---- | -------- | ---------- |
| 2001 | Poznań   | K-4 1000 m |
| 2003 | Moskou   | K-4 1000 m |
| 2005 | Zagreb   | K-2 1000 m |
| 2006 | Szeged   | K-4 1000 m |
| 2013 | Duisburg | K-2 1000 m |

1936: Alfons Dorfner & Adolf Kainz ·
1948: Hans Berglund & Lennart Klingström ·
1952: Yrjö Hietanen & Kurt Wires ·
1956: Meinrad Miltenberger & Michel Scheuer ·
1960: Gert Fredriksson & Sven-Olov Sjödelius ·
1964: Sven-Olov Sjödelius & Gunnar Utterberg ·
1968: Vladimir Morozov & Aleksandr Sjaparenko ·
1972: Nikolai Gorbatsjov & Viktor Kratasjoek ·
1976: Sergej Nagorny & Vladimir Romanovski ·
1980: Vladimir Parfenovitsj & Sergej Tsjoechrai ·
1984: Hugh Fisher & Alwyn Morris ·
1988: Greg Barton & Norman Bellingham ·
1992: Kay Bluhm & Torsten Gutsche ·
1996: Antonio Rossi & Daniele Scarpa ·
2000: Beniamino Bonomi & Antonio Rossi ·
2004: Henrik Nilsson & Markus Oscarsson ·
2008: Martin Hollstein & Andreas Ihle ·
2012: Rudolf Dombi & Roland Kökény ·
2016: Marcus Groß & Max Rendschmidt ·
2020: Thomas Green & Jean van der Westhuyzen